# Gargabouli
Gargabouli est un village du département et la commune rurale de Bondokuy (ou Bondoukuy), situé dans la province du Mouhoun et la région de la Boucle du Mouhoun au Burkina Faso. 

## Géographie

### Démographie
- En 2012 le village comptait 1 631 habitants estimés[1].

## Histoire
En 2006, le village était encore administrativement rattaché à celui de Koumana au sein de la même commune, il en est séparé depuis les élections locales de 2012.

## Santé et éducation
Le centre de soins le plus proche de Gargabouli est le centre de santé et de promotion sociale (CSPS) de Koumana.
Le village possède une école primaire publique.